# Virgílio Domingues
Virgílio Augusto Domingues (Lisboa, 1932) es un escultor portugués. 

## Datos biográficos
Diplomado en Escultura en la Escuela Superior de Bellas Artes de Lisboa - Escola Superior de Belas-Artes- fue durante varios años, miembro de la junta de la Sociedad Nacional de Bellas Artes (Sociedade Nacional de Belas Artes). Fue becario en el año 1958 de la Fundación Calouste Gulbenkian. Fue galardonado en 1962 con el premio de escultura de Soares dos Reis. Estuvo representado en el Pabellón portugués de la Exposición Conmemorativa del IV Centenario de Río de Janeiro. En 1976 formó parte del grupo 5 + 1, con los pintores João Hogan, Júlio Pereira, Guilherme Parente, Teresa Magalhães y Sérgio Pombo. 

## Obras
Cuenta con obras públicas, entre otros, en el Palacio de Justicia de Lisboa, en la Facultad de Ingeniería de Coímbra, y en la Plaza de Portugal de Setúbal (38°31′48″N 8°52′31″O / 38.53000, -8.87528).